# Nannochelifer paralius
Espèce
Nannochelifer paralius est une espèce de pseudoscorpions de la famille des Cheliferidae.

## Distribution
Cette espèce est endémique du territoire des îles de la mer de Corail en Australie. Elle se rencontre sur le récif Lihou et South West Herald.

## Habitat
Cette espèce se rencontre dans l'estran

## Description
Les mâles mesurent de 1,3 à 1,4 mm et les femelles de 1,4 à 1,7 mm

## Publication originale
- Harvey, 1984 : The genus Nannochelifer Beier, with a new species from the Coral Sea (Pseudoscorpionida, Cheliferidae). Journal of Arachnology, vol. 12, no 3, p. 291-296 (texte intégral).